# Villa Empain

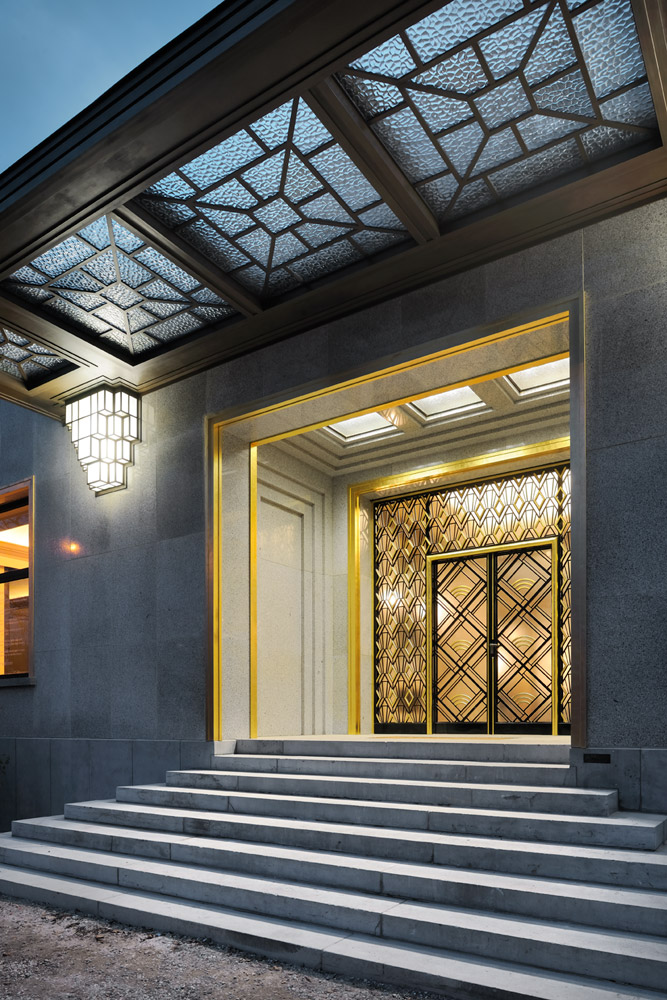
De ingangspartij van Villa Empain in 2012

Villa Empain (ook Villa Roosevelt) is een door architect Michel Polak in 1931 in art-decostijl gebouwde villa in de Franklin Rooseveltlaan 67 in Brussel. 

## Ontstaan
De villa is gebouwd in opdracht van de toen 23-jarige industrieel baron Louis-Jean Empain, zoon van industrieel Edouard Empain. Het betreft een vrijstaande villa opgetrokken in geslepen graniet met omliggende tuinen met zwembad omzoomd door een pergola met achteraan een conciërgewoning aan de Victoriastraat. De villa heeft een oppervlakte van 3500 m², het terrein meet 0,55 ha. Deze art-decotempel bevat een badkamer in blauw mozaïek, een klein bureel en een ingenieus systeem van controleerbare verlichting. 
Het bouwplan, met zijn aaneenschakeling van binnenruimten, is zeer strak, wat contrasteert met de luxueuze materialen die zijn gebruikt voor de afwerking van het interieur. De vele marmersoorten zoals onyx geven het geheel een polychroom uiterlijk. Uitheemse houtsoorten als palissander en mahonie en sierlijk smeedwerk versterken deze indruk. 
De meest recente eigenaar, de industrieel Boghossian, is Armeniër van afkomst wiens familie in 1915 moest vluchten. Hij woonde zelf dertig jaar in Antwerpen en was hoofd van een familiebedrijf met wereldwijde vertakkingen.

## Een beroemd architect
Op het toppunt van zijn roem, kreeg Michel Polak de opdracht een villa te bouwen voor Louis Empain. De villa ligt bij het Ter Kamerenbos en in de ambassadewijk. De zoon Empain had, omgerekend naar de huidige valuta, een vermogen van minstens één miljard euro geërfd en was het aan zijn stand verplicht een passende residentie te bewonen. Polak had de Résidence Palace (1923) en het Hotel Le Plaza (1928) ontworpen in de strakke modieuze lijnen van de art deco. In 1930 was Polak de meest gevraagde architect met een uitstekende reputatie.

## Geen Gesamtkunstwerk
Polak voldeed ten volle aan de verwachtingen van zijn opdrachtgever. Voor de aankleding van de residentie deed de architect beroep op verschillende kunstenaars. Toch werd het geen gesamtkunstwerk zoals het Stocletpaleis van architect Josef Hoffmann.

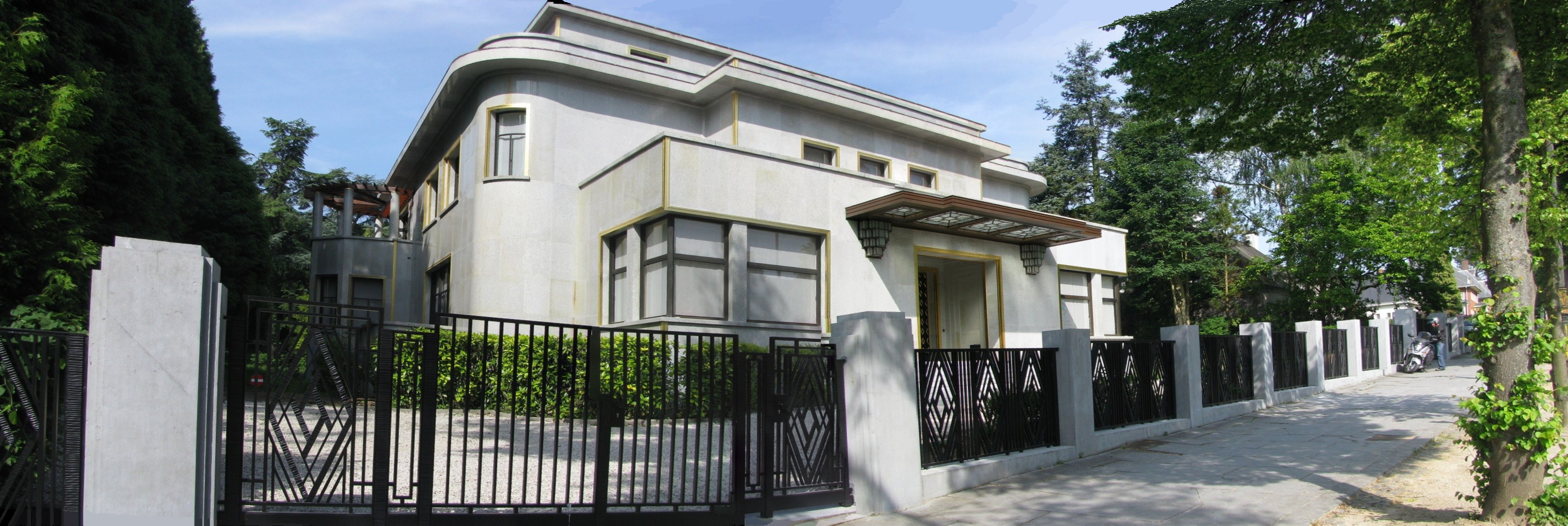
Panorama
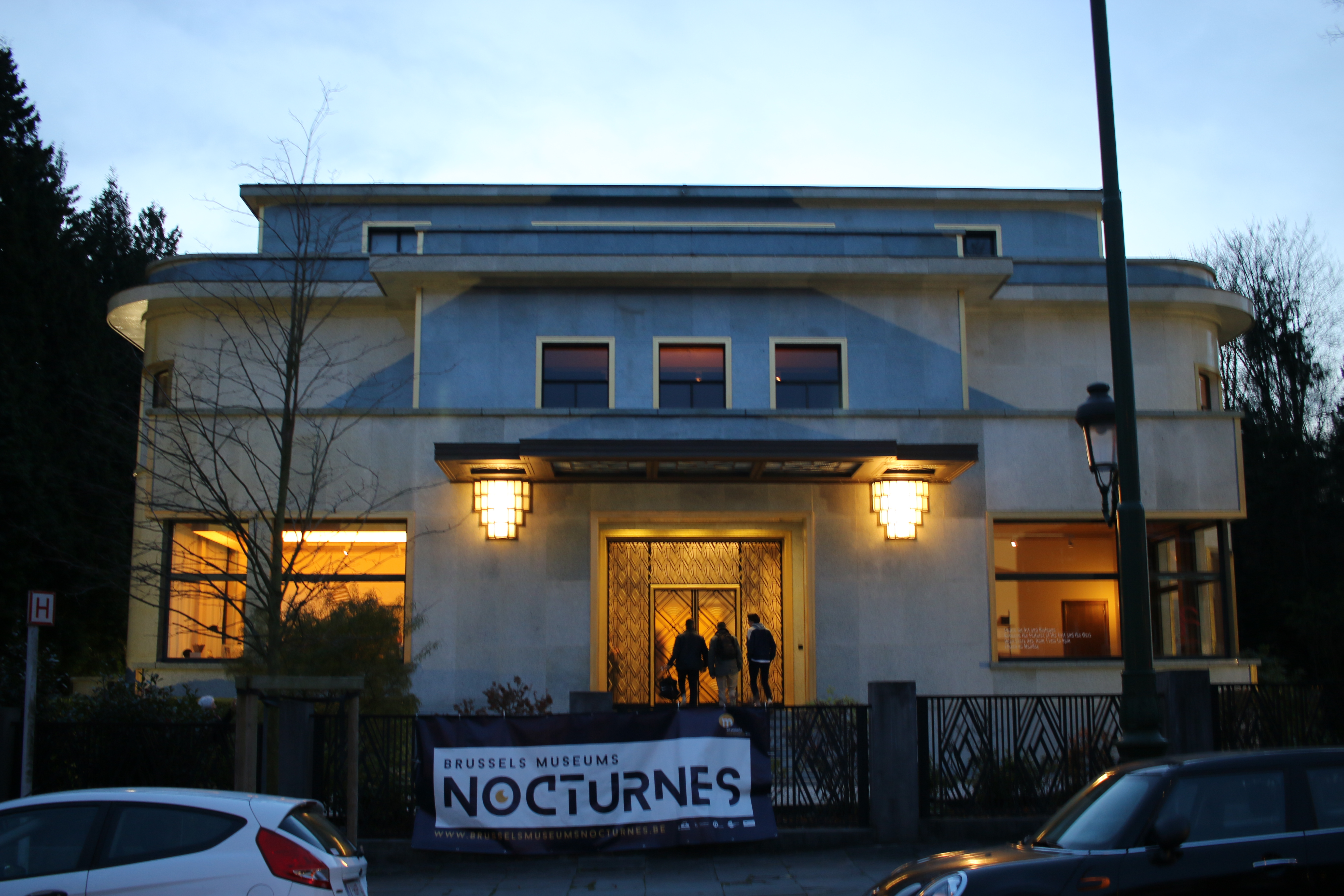
Front
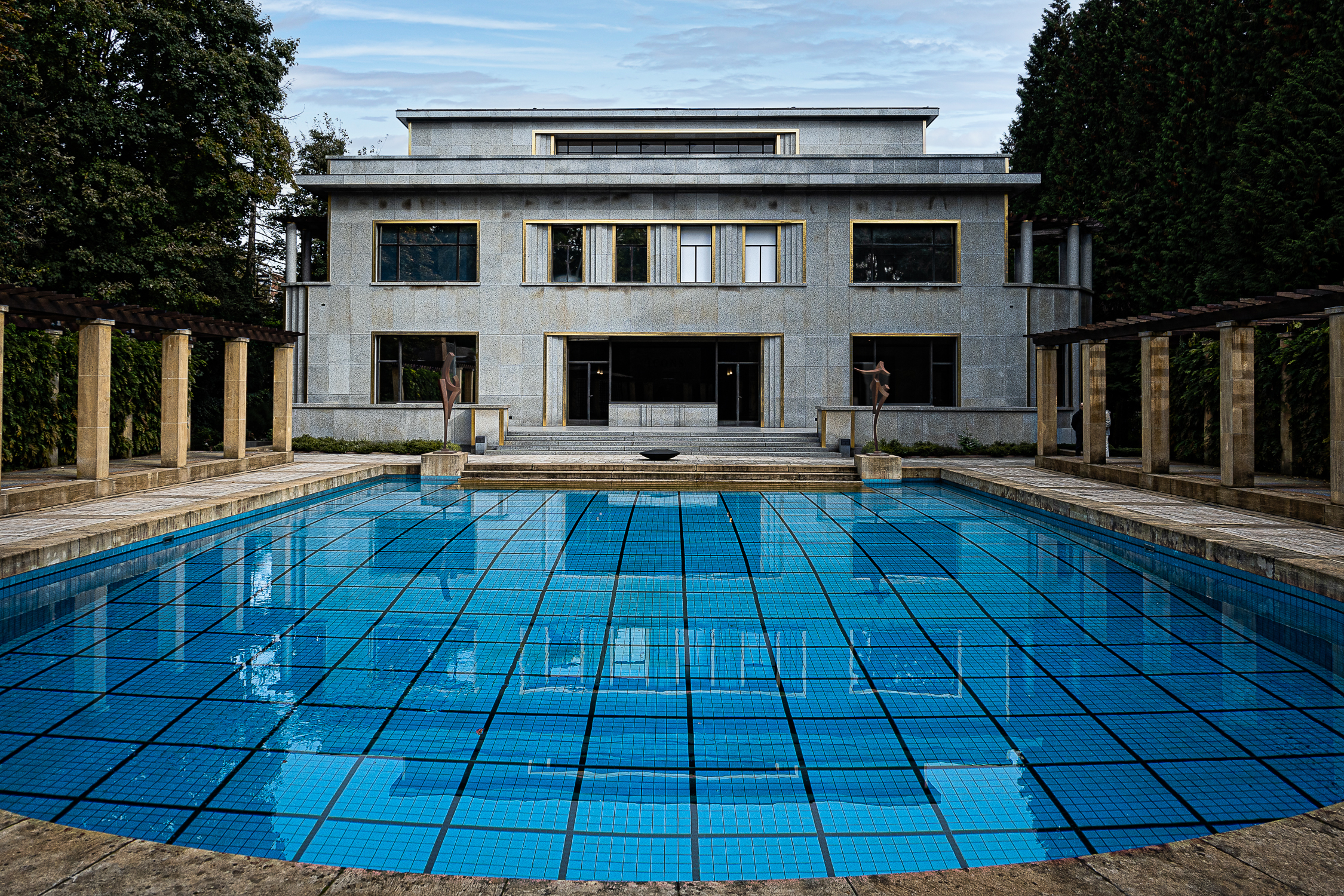
Tuinkant
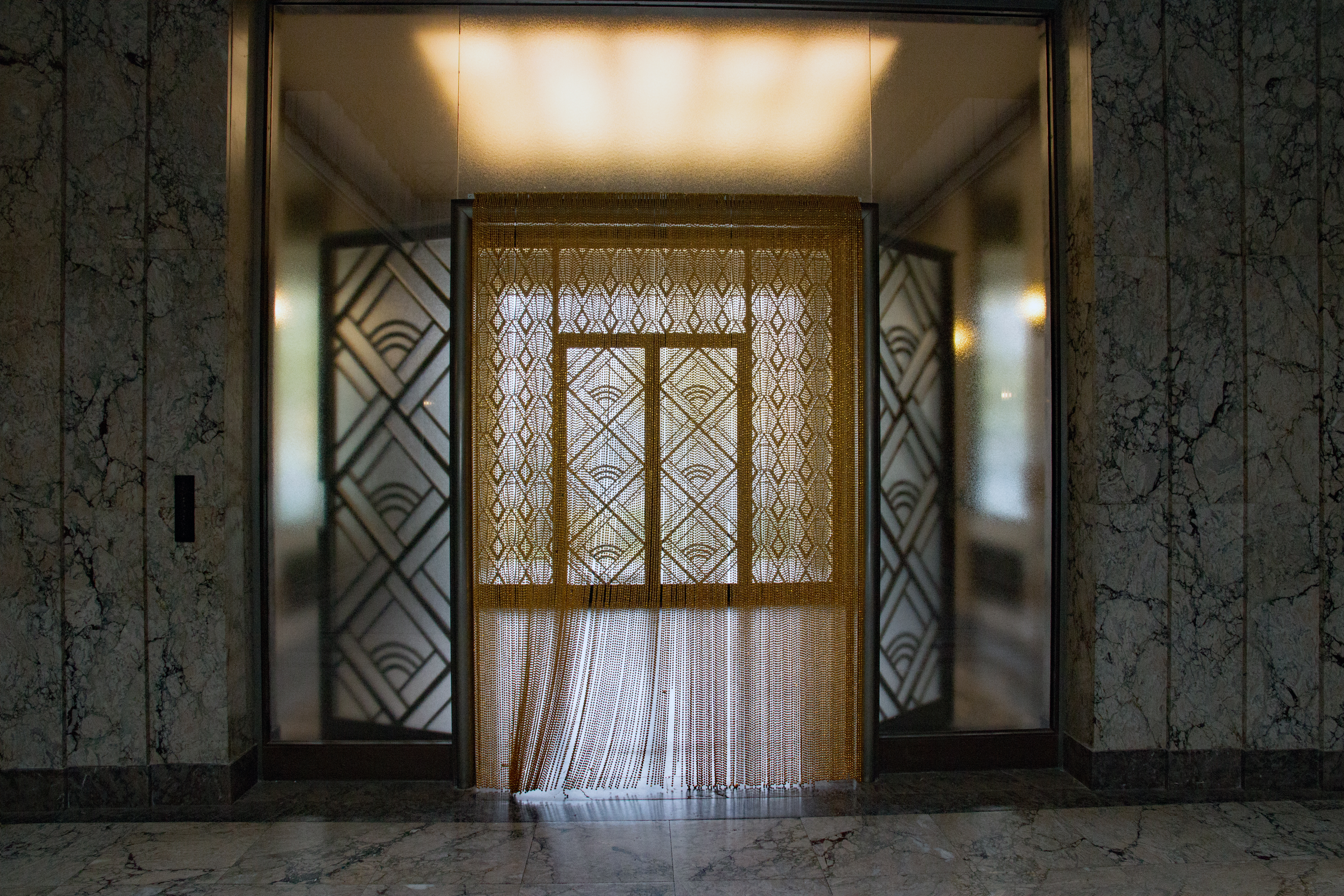
Inkomhal
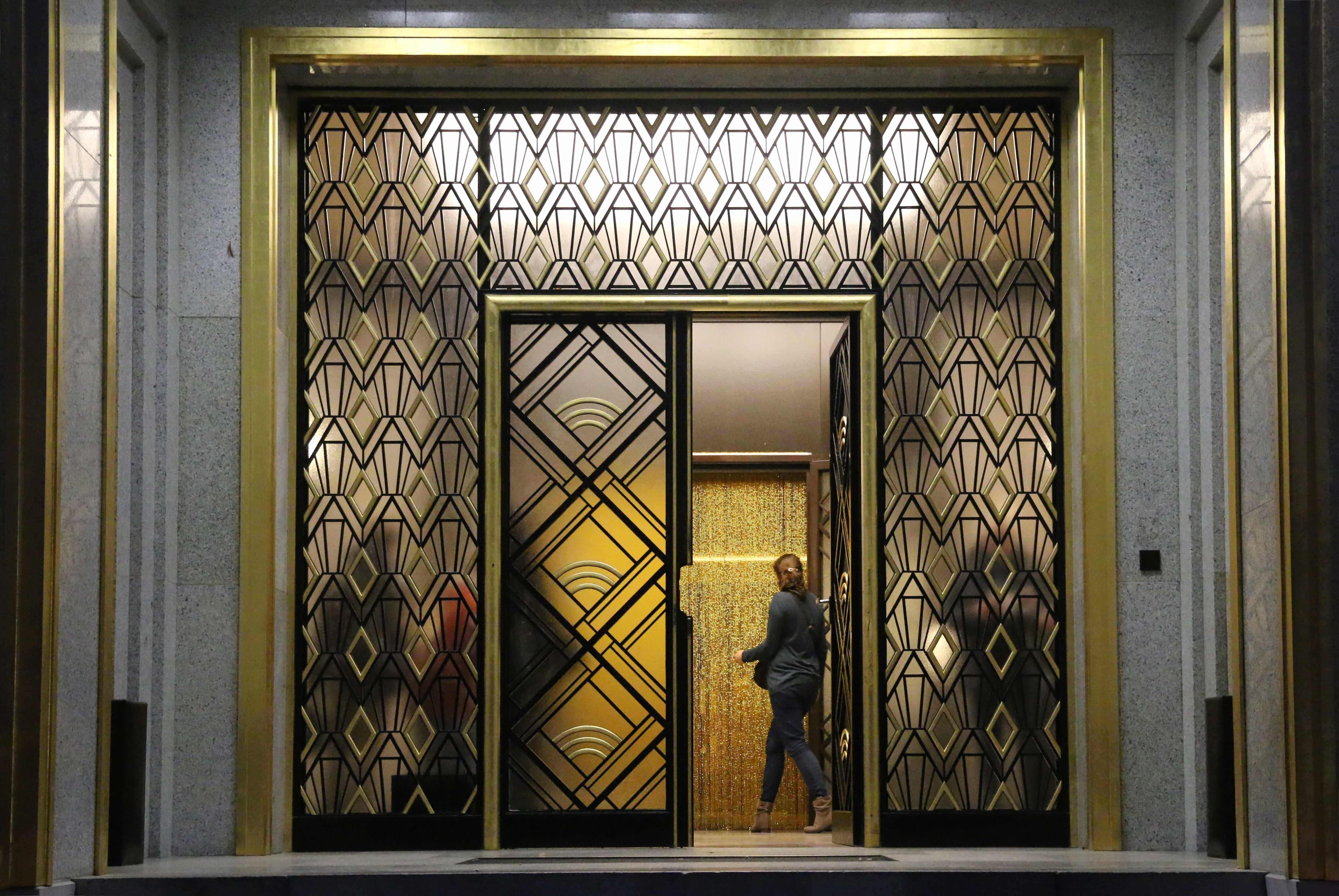
Inkom
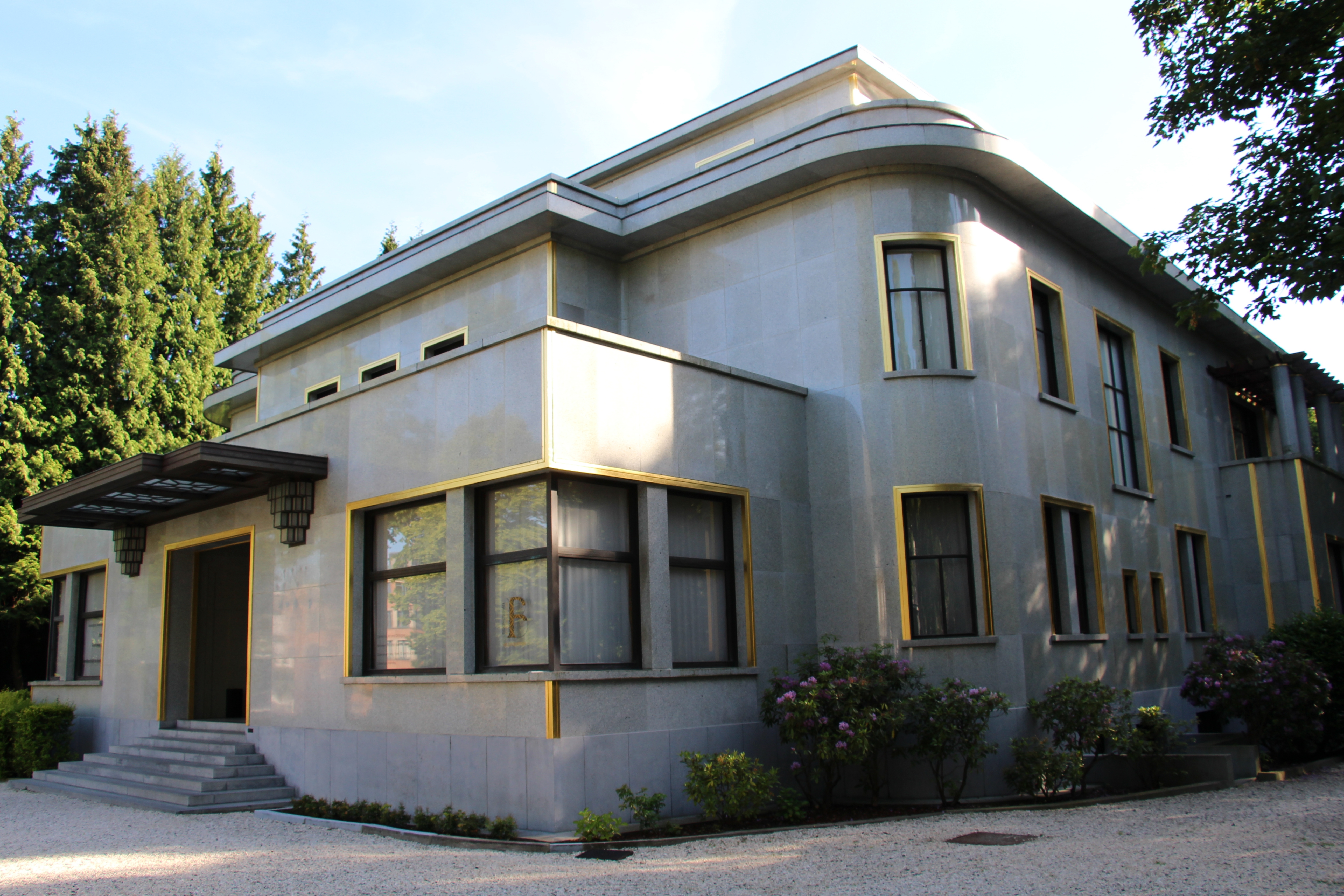
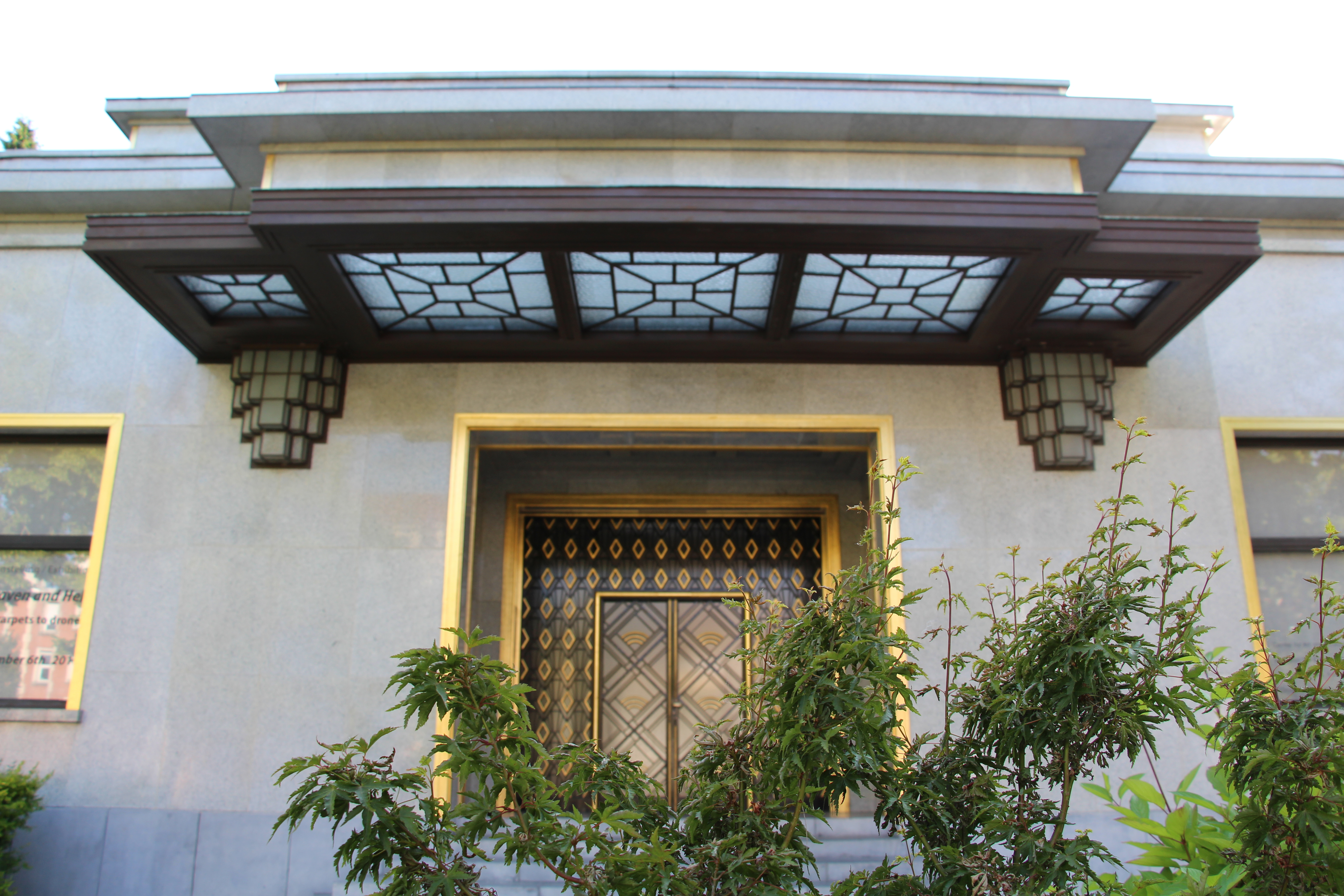
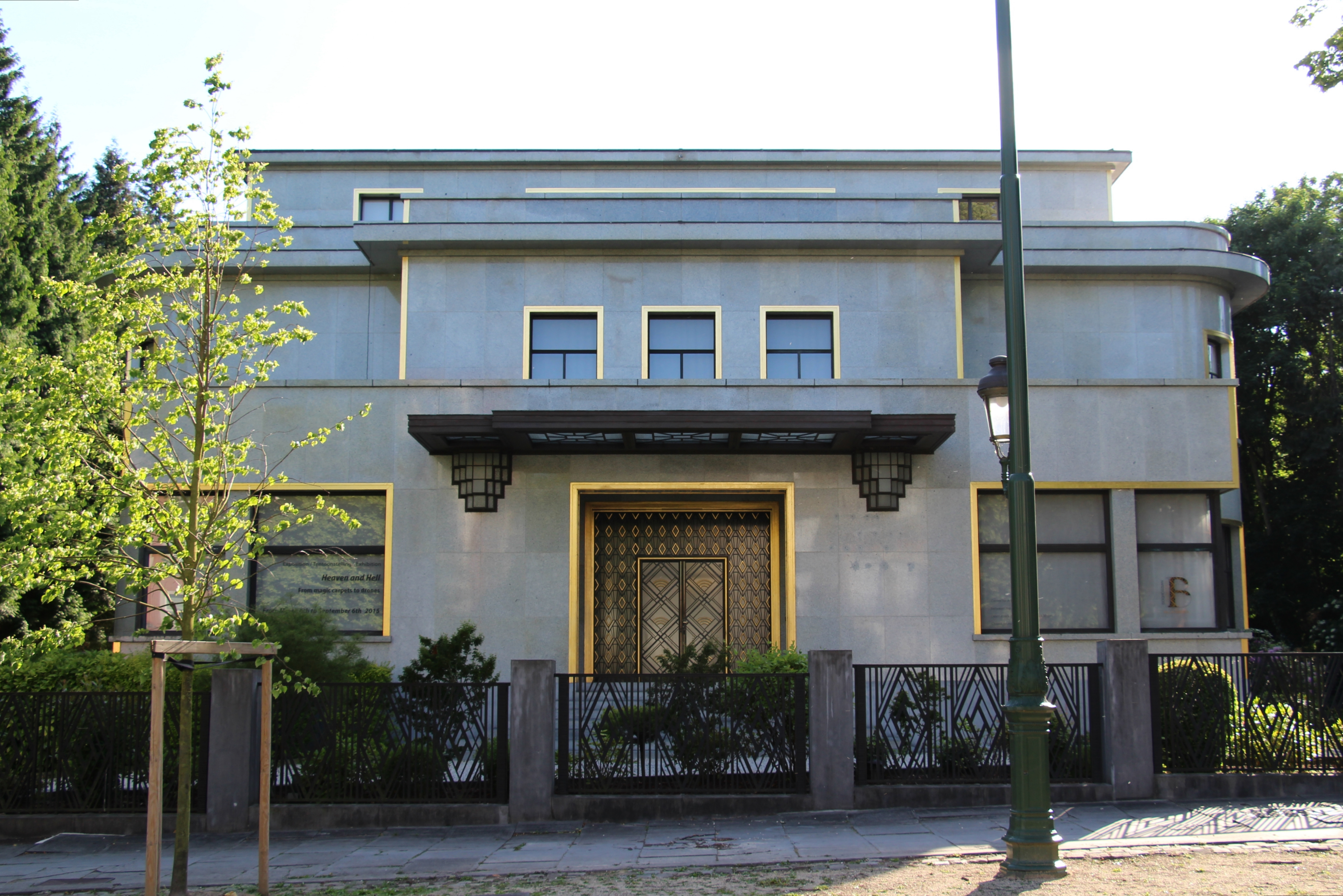
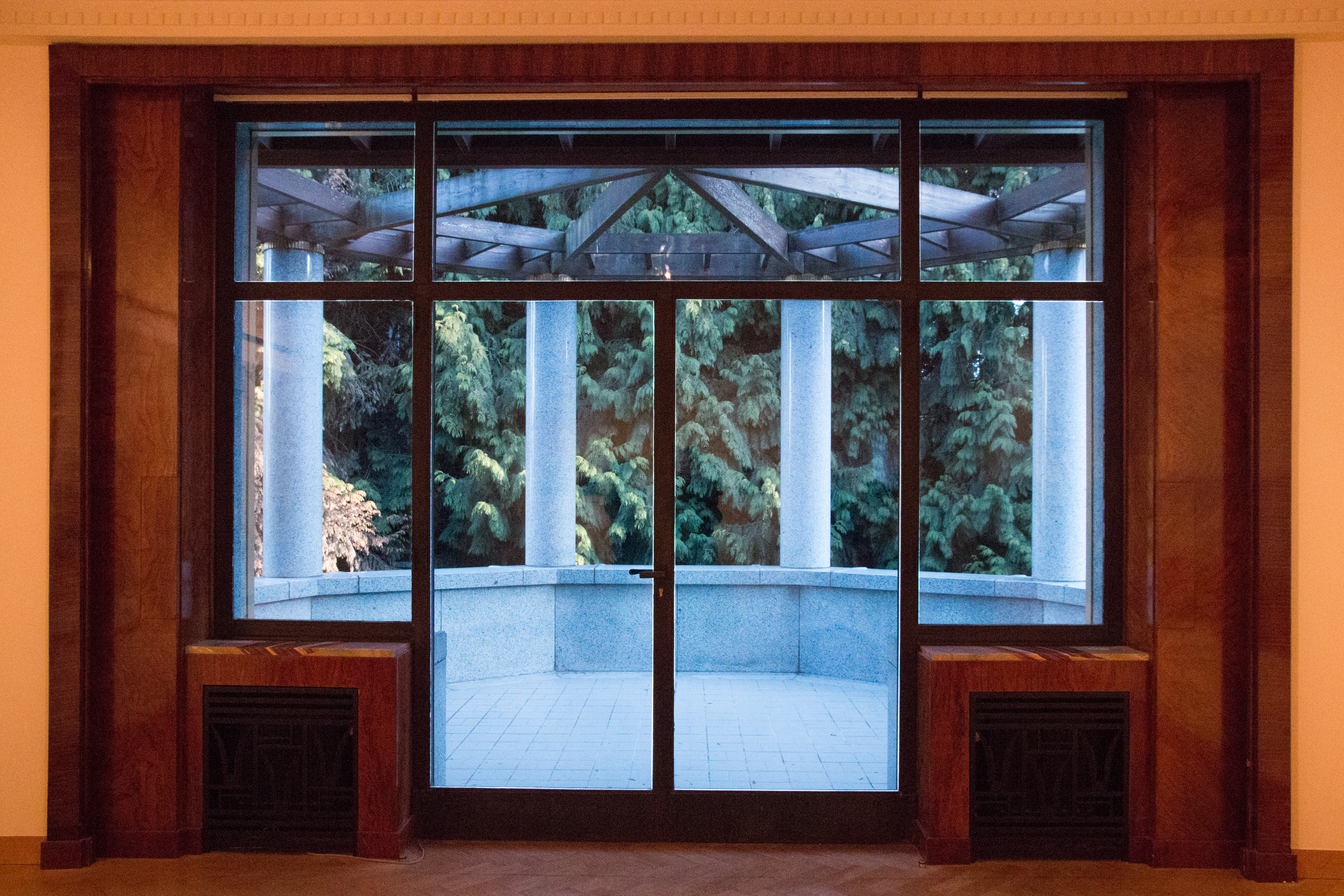
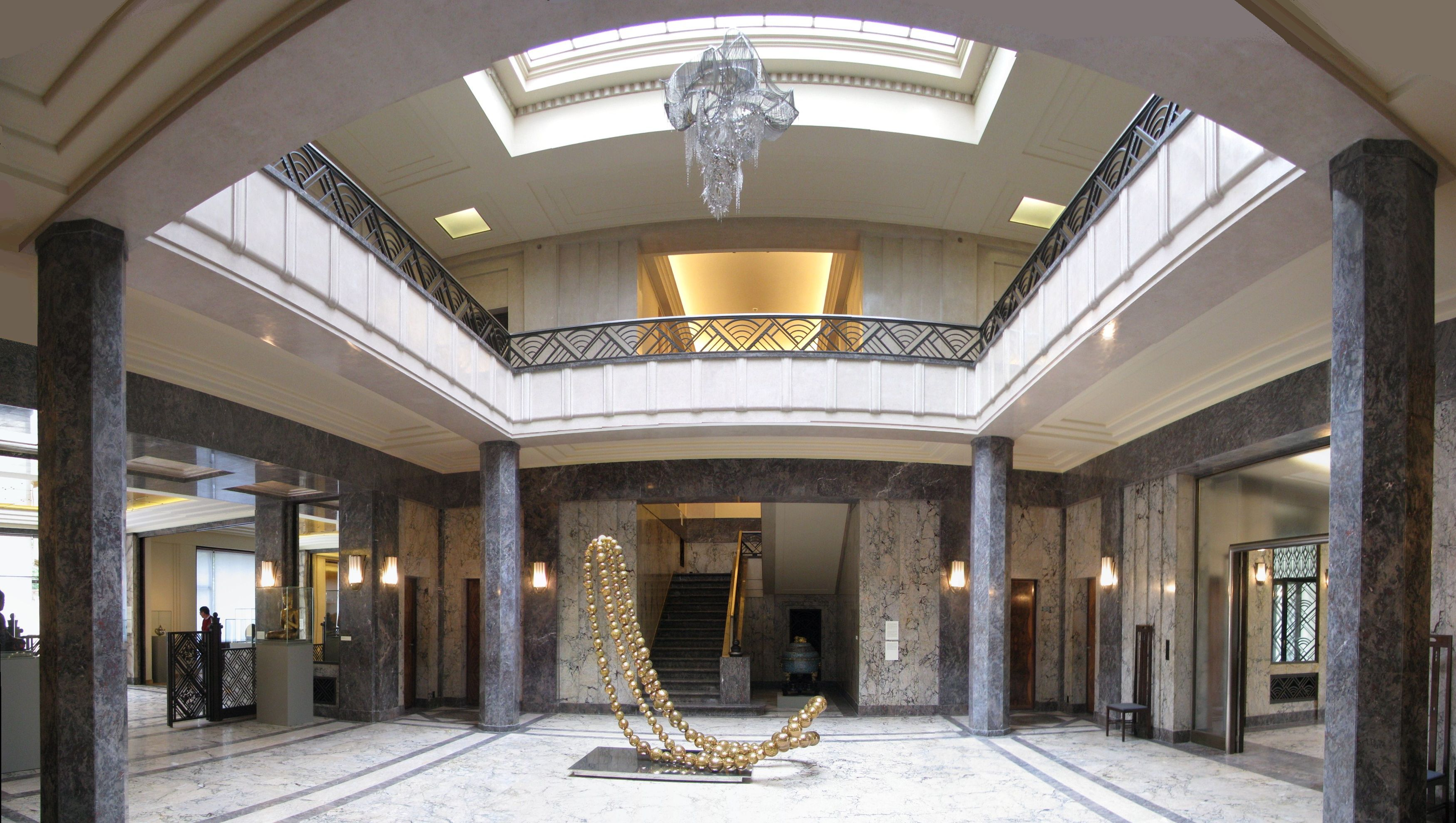
Interieur
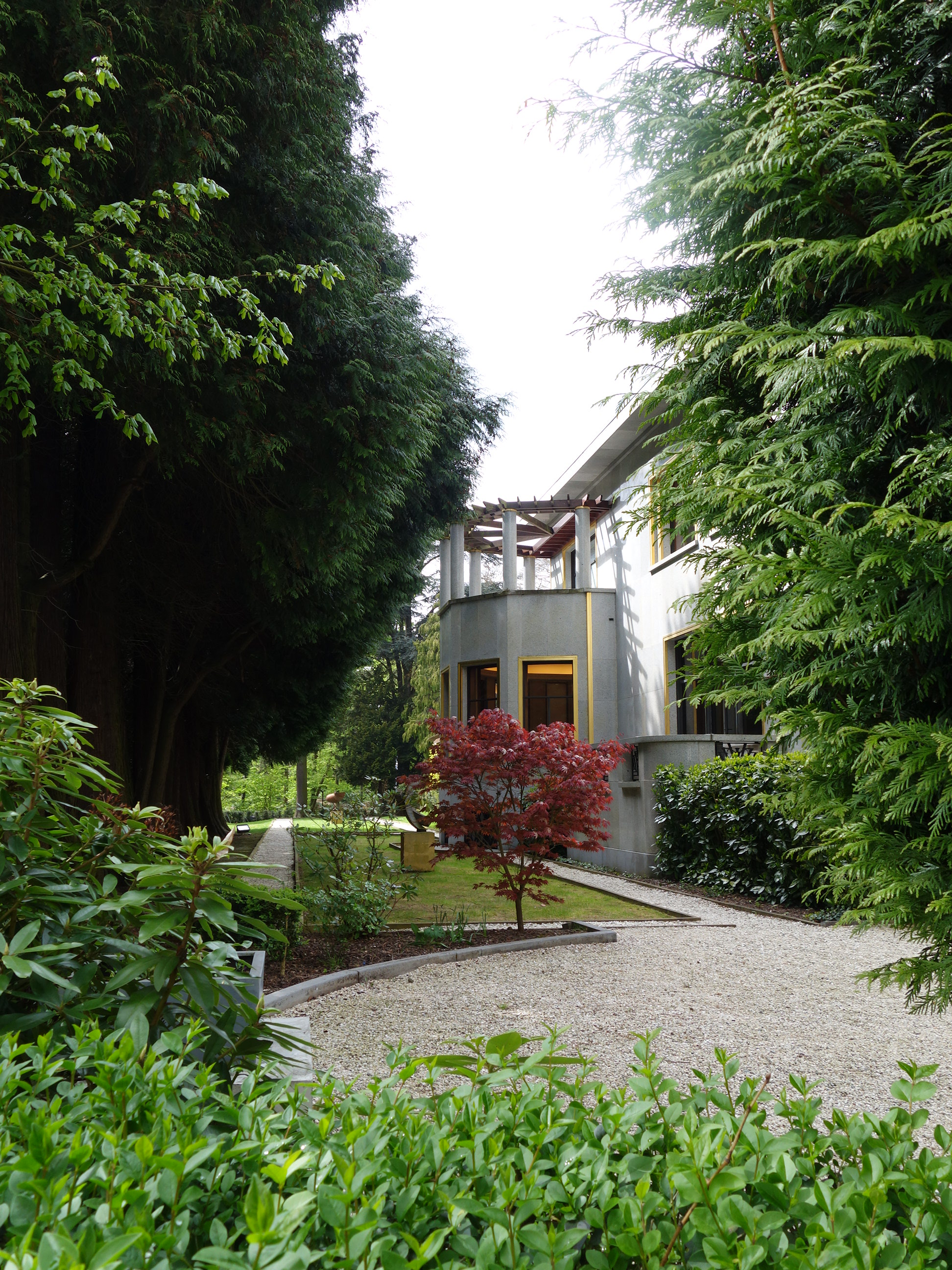
Tuin

## La Cambre
De bouwheer beleefde slechts een paar jaar plezier aan zijn residentie. Na een bijna-doodervaring besliste hij zijn leven te wijden aan de liefdadigheid. Hij wou af van zijn baronstitel met verzoeken aan de koning. Zijn villa schonk hij in 1937 aan de Belgische Staat, ten behoeve van de nabijgelegen kunstopleiding La Cambre. De toenmalige directeur Henry Van de Velde en zijn opvolger Herman Teirlinck mochten er een museum voor decoratieve kunsten inrichten. Ze organiseerden er tentoonstellingen, ook tijdens de oorlog, totdat in november 1943 de villa werd opgeëist door de bezetter.

## Russische ambassade en Amerikaanse zakenman
Na de oorlog werd de villa in 1945 op initiatief van Paul-Henri Spaak verhuurd aan de Sovjet-Unie om als ambassade te dienen, wat door de vroegere eigenaar met succes werd aangevochten op basis van de schenkingsakte en het koninklijk besluit van aanvaarding. Nadat Empain in 1964 opnieuw volle eigenaar was geworden, organiseerde hij er tentoonstellingen. 
In 1973 verkocht hij de villa aan een Amerikaanse zakenman, die ze verhuurde aan de omroep RTL. Er hadden kleine theatervoorstellingen plaats en Jacky Ickx vertrok vanuit het zwembad naar Parijs-Dakar. Na 2000 was de eigenaar een zakenman die zonder bouwvergunning enkele verbouwingen ondernam. Van toen af stond het gebouw er verwaarloosd en leeg bij.

## Boghossian Foundation
Sinds begin 2007 is de Boghossian Foundation eigenaar van de ondertussen als monument geklasseerde residentie met bijhorende gronden. Het aangrenzende pand nr. 65, de woning Bernheim, werd meteen verworven voor 3,5 miljoen euro zodat beide eigendommen te koppelen zijn. De nieuwe eigenaar ontwikkelde plannen om de tuin om te vormen tot beeldenpark.

## Restauratie
Voor de restauratie werd een beroep gedaan op architect Francis Metzger van het bureau MA². Eerder restaureerde hij het eerste bouwwerk van Victor Horta, het Maison Autrique, het Maison Delune, de Bibliotheek Solvay en het Station Brussel-Centraal. De restauratie werd begroot op vier miljoen euro, waarvan het Brussels Hoofdstedelijk Gewest veertig procent voor zijn rekening nam. Men wou de toestand van de villa anno 1934 zo veel mogelijk herstellen. Het gebouw werd na de restauratie toegankelijk voor het publiek. Verder wordt het gebruikt om tentoonstellingen te houden met onder meer de kunstverzameling van Jean Boghossian met sierobjecten van René Lalique en Cartier. De conciërgewoning en de eerste verdieping zijn bestemd als verblijf voor vijftien gasten. 

## Oost en West
Verder vormt het geheel een centrum van dialoog tussen oost en west. "Omdat er nog heel wat spanningen en onbegrip bestaan tussen verschillende culturen"  stelde de eigenaar dat "de interculturele dialoog ons essentieel lijkt in de context van de mondialisering." De eerste expositie, genoemd Routes van elegantie, bracht een aantal tijdloze objecten samen, van een sculptuur van Anish Kapoor tot Japanse tekeningen en gewaden van Indische zijde.
De stichting droeg Diane Hennebert op het project te begeleiden. In het verleden was zij al verantwoordelijk voor de restauratie van het Atomium. Zij wist te melden dat er meubels, stukken faience en mozaïek verdwenen waren. Een groot glasraam van Charles Michel was verwijderd en zal worden gereconstrueerd. Van een glazen plafondversiering van Paule en Max Ingrand zullen er enkele panelen moeten vervangen worden. Verdwenen meubilair wordt getraceerd en opnieuw verworven.

## Voetnoten
1. ↑  Cécile Dubois, Brussel art deco. Wandelingen in het stadscentrum, 2020, p. 44